# Нотингам
Нотингам (на английски: Nottingham) е най-големият град и стопански център на графство Нотингамшър, Ист Мидландс, Англия.
Той е ядро на образувалата се агломерация Голям Нотингам, която е осмата по население урбанизирана територия в Обединеното кралство. Населението на самия град към 2001 година е 249 584 жители.

## География
Градът се намира на брега на река Трент. Тук могат да се видят много красиви паркове, както и един от най-красивите площади в Англия. В града се намира родната къща на Джордж Гордън лорд Байрон.
Градът е известен като сцена на действие за част от историите, свързани с легендарния Робин Худ, подвизавал се в близката до града Шерудска гора.

## Население
| година | население |
| ------ | --------- |
| 1921   | 269 000   |
| 1931   | 265 000   |
| 1951   | 306 000   |
| 1961   | 312 000   |
| 1971   | 301 000   |
| 1981   | 273 300   |
| 1991   | 270 222   |
| 2001   | 249 584   |

## Спорт
Град Нотингам има два известни футболни отбора. Техните имена са ФК Нотингам Форест и ФК Нотс Каунти.

## Известни личности
Родени
- Джордж Гордън лорд Байрон, поет
- Джърмейн Джинас (р. 1983), футболист
- Иън Пейс (р. 1948), барабанист
- Стенли Уитингам (р. 1941), химик

## Фотогалерия
- Изглед от Стария Пазарен Площад с колелото и сградата на градския съвет
- Изглед от центъра на града
- Паметник на Робин Худ в Нотингам